# Tolfta distrikt
Tolfta distrikt är ett distrikt i Tierps kommun och Uppsala län. 
Distriktet ligger i och norr om Tierp. 

## Tidigare administrativ tillhörighet
Distriktet inrättades 2016 och utgörs av området som före 1971 utgjorde Tierps köping och före 1952 utgjorde Tolfta socken.
Området motsvarar den omfattning Tolfta församling hade vid årsskiftet 1999/2000.